# Парселлер (станція метро)
41°01′52″ пн. ш. 29°09′10″ сх. д. / 41.031246616015° пн. ш. 29.152649776177° сх. д.
Парселлер (тур. Parseller) — кінцева метростанція на лінії М8 Стамбульського метро.  
Станція розташована під вулицею Кесіккая у мікрорайоні Парселлер, Умраніє, Стамбул, Туреччина.
Станцію було відкрито 6 січня 2023

Конструкція: пілонна станція з укороченим центральним залом (глибина закладення — 25 м) типу горизонтальний ліфт має 10 ескалаторів і 3 ліфти.
Пересадки
- Автобуси: 14BK
- Маршрутки: 
  - Державна лікарня Умраніє - Бірлік-мікрорайон

На північ від станції знаходиться електродепо Бехіч Еркін, що має обслуговувати лінії М5, M8 і М12.
| Попередня станція  | Лінія | Лінія                           | Лінія | Наступна станція |
| ------------------ | ----- | ------------------------------- | ----- | ---------------- |
| Гузур до Бостанджи |       | M8 (Стамбульський метрополітен) |       | Кінцева          |